# Милутин Петровић
Милутин Петровић Ера (Леновац, 1791 — Пожаревац, 21. фебруар 1861) био је војвода крајинске нахије, члан Државног савета, један од уставобранитеља и брат Хајдук Вељка Петровића.

## Биографија
Рођен је у Леновцу, црноречка нахија, као рођени брат хајдук Вељка. По Вељковој смрти постао је војвода крајинске нахије од 1. августа 1813. године. Био је ожењен Станицом из породице капетана Радича Петровића. Његов праунук је био санитетски пуковник Миливоје Петровић (1877–1938), „херој са Червнтије”, један од оснивача стоматологије у Србији.
Био је члан Совјета током прве владавине кнеза Михаила.
Сахрањен је у порти Милошеве Саборне цркве у Пожаревцу, где му је код источног зида подигнут споменик.

На споменику пише: 
Овде почивају кости Милутина Петровића рођ. 1791. у Леновцу окр Црноречком. 1813. бранио је храбро Неготин са братом својим Хајдук Вељком. До 1853. био је Саветник а тада пензиониран. Умро 1861. у Пожаревцу. Лака му буди земљица. Овај му споменик дижу супруга Станојка и син Сава.

## Галерија
- Гроб Милутина Петровића у порти Саборне цркве у Пожаревцу
- Зграда коју је 1823. године саградио Милутин Петровић, данас просторије културно-издавачког центра „Српска кућа”